# Theridiosoma sancristobalense
Espèce
Theridiosoma sancristobalense est une espèce d'araignées aranéomorphes de la famille des Theridiosomatidae.

## Distribution
Cette espèce est endémique des îles Galápagos. Elle se rencontre sur l'île San Cristóbal.

## Description
Le mâle holotype mesure 1,44 mm et la femelle paratype 1,65 mm.

## Systématique et taxinomie
Cette espèce a été décrite par Baert en 2014.

## Étymologie
Son nom d'espèce, composé de sancristobal et du suffixe latin -ensis, « qui vit dans, qui habite », lui a été donné en référence au lieu de sa découverte, l'île San Cristóbal.

## Publication originale
- Baert, 2014 : « New spider species (Araneae) from the Galápagos Islands (Ecuador). » Bulletin de la Société Royale Belge d'Entomologie, vol. 149, p. 263-271.